# Miltochrista apuncta
Miltochrista apuncta är en fjärilsart som beskrevs av Rothschild 1915. Miltochrista apuncta ingår i släktet Miltochrista och familjen björnspinnare. Inga underarter finns listade i Catalogue of Life.